# Estación de Castejón de Ebro
Castejón de Ebro es una estación ferroviaria situada en el municipio español de Castejón en la comunidad foral de Navarra. Dispone de servicios de pasajeros de Media y Larga Distancia. Además, las instalaciones cumplen funciones logísticas.
Históricamente, Castejón de Ebro ha constituido un importante nudo ferroviario de la red, en el que se llegaron a bifurcar hasta tres líneas férreas: Casetas-Bilbao, Castejón-Alsasua y Torralba-Castejón. Esto se ha traducido en la existencia de un importante tráfico de pasajeros y mercancías. Debido a ello, la estación dispuso de importantes instalaciones ferroviarias, que incluían una amplia playa de vías, un depósito de locomotoras, etc. Sin embargo, el cierre al tráfico de línea Soria-Castejón en la década de 1990 y el consiguiente desvío del tráfico radial por Zaragoza le han hecho perder importancia.

## Situación ferroviaria
La estación, situada a 274 metros de altitud, forma parte del trazado de las siguientes líneas férreas:
- Línea férrea de ancho ibérico Casetas-Bilbao, punto kilométrico 0,0.[1]
- Líneas férrea de ancho ibérico Castejón-Alsasua, punto kilométrico 93,7.[1]

Históricamente, también formó parte de la línea Soria-Castejón, situada en su punto kilométrico 103,6.

## Historia

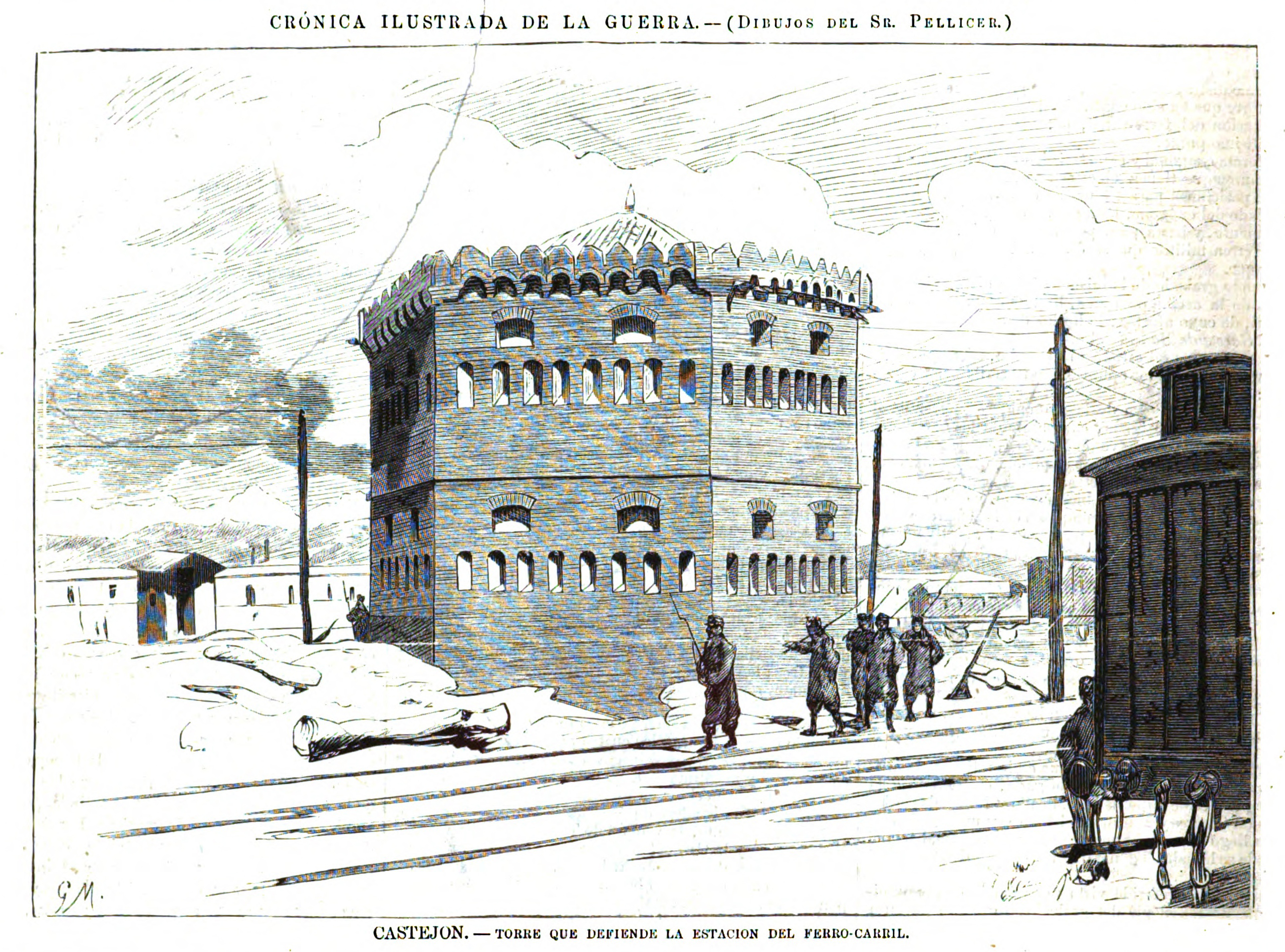
Estación de Castejón hacia 1875 durante la tercera guerra carlista en un grabado a partir de dibujo de José Luis Pellicer

La estación fue inaugurada el 16 de mayo de 1861 con la apertura del tramo Tudela-Caparroso de la línea férrea que pretendía unir Zaragoza con Navarra por parte de la Compañía del Ferrocarril de Zaragoza a Pamplona. Esta última no tardaría en unirse con la compañía del ferrocarril de Zaragoza a Barcelona dando lugar a la Compañía de los Ferrocarriles de Zaragoza a Pamplona y Barcelona (ZPB). En 1863, la línea Castejón-Bilbao impulsada por la Compañía del Ferrocarril de Tudela a Bilbao se sumó a la anterior convirtiendo la localidad en nudo ferroviario. En 1878, todas estas compañías acabaron absorbidas por la compañía «Norte».
En 1941, tras la nacionalización de la red ferroviaria de ancho ibérico, las instalaciones pasaron a manos de la recién creada RENFE. 
También en ese mismo año se puso en funcionamiento el trazado Castejón-Soria, línea de vía única, sin electrificar que pretendía acortar los trayectos entre Madrid y Pamplona. Este trazado se configuraría posteriormente como la línea Torralba-Castejón y se mantuvo operativo durante algo más de medio siglo, hasta el cierre al tráfico comercial de la sección Soria-Castejón en diciembre de 1996.
Desde el 31 de diciembre de 2004 Renfe explota la línea mientras que Adif es la titular de las instalaciones ferroviarias.

## La estación

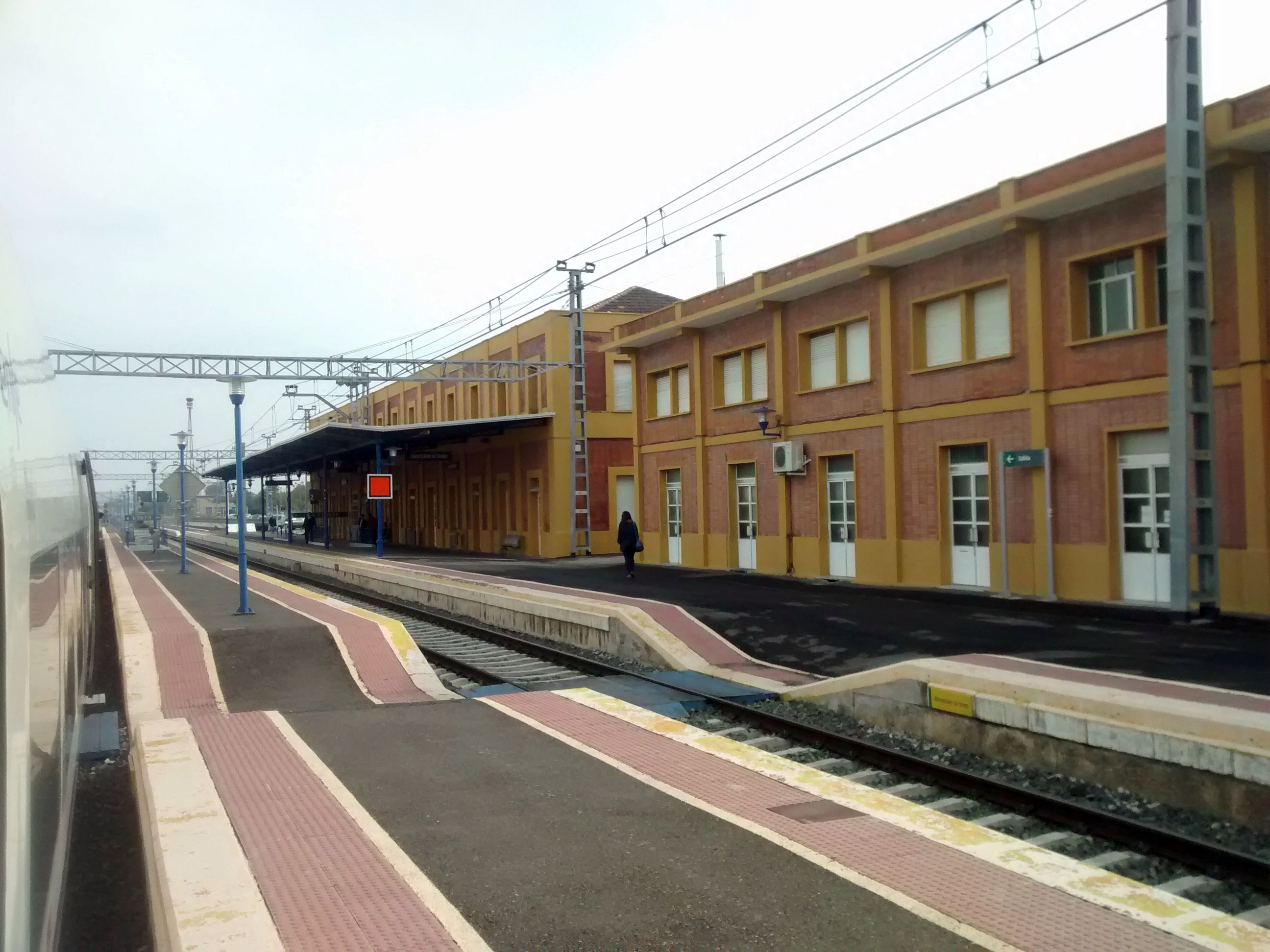
Vista del edificio principal y andenes de la estación (2015).

Se sitúa al norte del centro urbano. Posee un amplio edificio para viajeros formado por una estructura de dos plantas, de base rectangular, de aspecto clásico y simétrico. Forma una especie de isla rodeado por un gran número de vías. Posee cinco andenes, dos a cada lado del edificio y otros tres centrales. A estos últimos se accede gracias a varios pasos subterráneos. El complejo ferroviario cuenta además, con unas veinte vías, muchas de ellas muertas. En una de estas vías se conserva en no demasiado buen estado de conservación un prototipo de la serie 443 de RENFE conocido como «el platanito».
Dispone de venta de billetes, punto de información, sala de espera, aseos y servicios adaptados para las personas con discapacidad. En el exterior, en uno de los laterales del edificio de viajeros existe un aparcamiento habilitado.

## Servicios ferroviarios

### Larga Distancia
El tráfico de Larga Distancia que tiene parada en la estación incluye principalmente relaciones transversales realizadas con trenes Alvia que unen Barcelona con Galicia, Castilla y León y el País Vasco.. Madrid también está unida con Castejón gracias al Alvia que cubre el trayectos Madrid-Pamplona.

### Media Distancia
El tráfico de Media Distancia con parada en la estación tiene como principales destinos Zaragoza, Logroño, Vitoria y Pamplona.